# Catasticta duida
Catasticta duida är en fjärilsart som beskrevs av Brown 1932. Catasticta duida ingår i släktet Catasticta och familjen vitfjärilar.
Artens utbredningsområde är Venezuela. Inga underarter finns listade i Catalogue of Life.